# Lühmannsdorf
Lühmannsdorf è una frazione del comune di Karlsburg nel Meclemburgo-Pomerania Anteriore, in Germania.

Appartiene al circondario della Pomerania Anteriore-Greifswald ed è parte della comunità amministrativa (Amt) di Züssow.